# Ateles geoffroyi ornatus
O macaco-aranha-ornado (A. g. ornatus) é uma subespécie de Ateles geoffroyi, encontrado na Costa Rica e Panamá.